# 莎朗·拉維尼
莎朗·拉維尼（英語：Sharon Lavigne，1950年5月—）是一名美國路易斯安那州的環境正義活動家，主要致力於打擊癌巷的石化聯合企業。她是2021年高曼環境獎的得主，也是2022年美國天主教最高榮譽萊塔雷獎章的得主。

## 行動主義
拉維尼來自路易斯安那州聖詹姆斯堂區，該堂區位於癌巷的中心。她曾在國會作證，並經營著一個宗教組織RISE St.James，致力於防止該地區石化廠的擴張和污染惡化。
拉維尼也是地區環境正義組織反對死亡巷聯盟（Coalition Against Death Alley）的合作者。 她也是白帽訴蘭德里案（White Hat v. Landry）的原告，這是一起環境正義案件，主要涉及路易斯安那州石油和天然氣法的修改。
拉維尼的部分工作重點是捍衛非裔美國人社區的文化遺產。2019年，她組織社區反對台灣塑膠公司新建工廠，因為這將破壞社區內的奴隸墓地。2020年12月，該工廠的進程因法院裁決而停滯。此前，她曾幫助萬華化學集團和南路易斯安那甲醇公司阻止類似計畫。
拉維尼於2021年獲得高曼環境獎。2022年3月27日，她被授予2022年聖母大學萊塔雷獎章。同年，RISE、地球正義、路易斯安那水桶旅和其他原告贏得了對台灣塑膠公司的訴訟，認為擬建工廠的潛在空氣污染將違反聯邦標準。

## 個人生活
拉維尼是一名退休的特殊教育教師。她的父親是當地的甘蔗種植農，母親是家庭主婦。在非裔美國人民權運動期間，她的家人參與了該地區的民權活動。
她也是一名黑人天主教徒，是路易斯安那州聖詹姆斯聖詹姆斯天主教堂的教友。